# Iancu Țucărman
Iancu Țucărman (n. 30 octombrie 1922, Iași, România – d. 8 ianuarie 2021, București, România) a fost un inginer agronom evreu-român, supraviețuitor al Pogromului de la Iași și unul din ultimii doi supraviețuitori ai Trenului morții Iași-Podu Iloaiei rămăși în viață.

## Biografie
Iancu Țucărman era singurul băiat din cei patru copii ai unei familii evreiești din Iași. Tatăl său Iosif Samoil Țucărman s-a născut la Iași în 1889 și a avut o băcănie, apoi o fierărie. Iosif Țucărman frecventa sinagoga Haim Hoffman din apropierea casei lor din Târgu Cucului, un cartier evreiesc al Iașului. Mama lui, Minta Țucărman (n. Moise) s-a născut tot în 1889 la Iași și a decedat în 1939, iar tatăl a rămas să-și crească singur cei patru copii.
Iancu Țucărman a învățat la școala primară „Vasile Adamache” și clasa a V-a la liceul „Alexandru cel Bun” din Iași, fiind un elev eminent. După desființarea liceului și-a continuat studiile la Liceul Național din Iași. 

### Evenimente antisemite
Evreii, cetățeni români, trăiau, în general, în relații bune cu populația majoritară totuși, Iancu a întâmpinat atitudini antisemite, precum odată, la intrarea în sala de gimnastică, un profesor i-a tras două palme și i-a zis: „Mă, jidane, dă-te la o parte, să trec eu“.. La Liceul Național profesorul antisemit de limba germană l-a lăsat corijent, apoi repetent, deși a învățat sârguincios și știa și limba idiș, un dialect al limbii germane, vorbit de evreii din Europa.
Antisemitismul s-a agravat odată cu venirea la putere a guvernului Goga-Cuza. Iancu își amintește cum un grup de studenți a spart geamurile vitrinelor prăvăliilor evreiești în 1939.

### Supraviețuitor al pogromului de la Iași și al "Trenului morții"
Articol principal: Pogromul de la Iași
În dimineața de 29 iunie 1941, a fost scos din casă împreună cu tatăl și grupați împreună cu alți evrei lângă un zid. Un soldat se pregătea să-i împuște dar a fost oprit de un maior care trecea pe acolo. Au fost încolonați și conduși cu mâinile sus până la Chestură, pe drum fiind pălmuit și jefuit de ceas de un ofițer care i-a spus: „Mă, jidane, tot nu vei mai avea nevoie de el” 
La Chestură erau deja grămezi de cadavre, oamenii nou ajunși fiind bătuți cu bastoane iar cei care incercau să fugă, mitraliați. Tatal său, ca și altii, au primit un bilet de „liber” și au fost trimiși să cheme și pe toți ceilalți evrei ca să primească un bilet asemănător.  
Iancu Țucărman a rămas peste noapte în curtea Chesturii, iar a doua zi dimineață cei rămași în viață au fost mărșăluiți la gară. Acolo, a fost îngrămădit împreună cu alți 136 într-un vagoan de vite cu bălegar și var nestins pe jos. Geamurile le-au fost blocate cu scânduri și din cauza căldurii verii infernale oamenii s-au dezbrăcat la piele. Primul care a murit, după aproximativ o ora a fost un sportiv. Iancu povestește că numai cei mai scunzi și mai slabi dintre cei din vagon au reușit să supraviețuiască. Când au fost deschise ușile la Podu Iloaiei, numai 8-12 oameni rămăseseră în viață, toți ceilalți fiind stivuiți pe jos în interiorul vagonului. Unii dintre supraviețuitori s-au aruncat să se răcorească și să bea apa din bălți, unii au leșinat după ce au luat contact cu aerul de afară, alții au fost dusi la spital. 
Cei care se puteau mișca au fost escortați la sinagogă și Iancu a fost apoi găzduit de o rudă până în luna noiembrie 1941. Morții au fost îngropați în gropi comune.
Iancu Țucărman a pierdut 12 rude, 7-10 colegi și prieteni în "trenurile morții" de la Iași.

### Munca obligatorie
La o săptămână de la întoarcerea la Iași a fost recrutat la munca forțată pentru următorii patru ani. A muncit, ca muncitor necalificat, la o centrală electrică, la căile ferate (C.F.R.), la o fabrică de textile și iarna, la deszăpezire. În grupele de muncă erau și oameni studiați, medici, ingineri, avocați, care prestau împreună, toți evreii, munci grele de  la ora șapte dimineața, până în noapte. Evreii erau bătuți și frecvent umiliți chiar și de trecătorii de pe stradă, dar Iancu povestește că, pentru el, umilința cea mai mare era faptul că nu era considerat cetățean român egal în drepturi, ca toți ceilalți.
Și tatăl său a fost trimis la muncă obligatorie într-o carieră de piatră și la deszăpezire iarna, deși avea peste 50 de ani și, ar fi trebuit să fie scutit conform ordinelor oficiale.

### Discriminare
Iancu și familia au avut de suferit, ca toți ceilalți evrei-români, în urma legilor și a ordinelor antisemite din România astfel, le era interzis să se ducă să cumpere la piață decât numai la anumite ore, pentru o perioadă a trebuit să poarte semnul galben distinctiv pe haine. Conform directivelor lui Radu Lecca magazinul le-a fost „romanizat” adică, confiscat și predat unui creștin, Maftei Constantin, care s-a purtat omenește și a continuat să coopereze cu tatăl lui Iancu și să-i predea o parte din profit, spre deosebire de alte cazuri în care proprietarii evrei au fost eliminați total din afacere.

### După război
Țucărman, cele trei surori și tatăl lor au supraviețuit Holocaustului. După război Iancu a rămas la Iași unde a absolvit facultatea de agronomie, ca inginer. Deși nu a fost „membru de Partid” a ajuns inginer șef, a lucrat pentru câtiva ani în agricultură, apoi, pentru o vreme a fost editor la reviste de specialitate și, pe teren, la C.A.P. Costâna, în judetul Suceava. Până la pensionare (1982) a lucrat la Centrul de calcul electronic de la Ministerul Agriculturii. Nu a devenit niciodata membru de partid.
În 1965 s-a căsătorit. Surorile s-au căsătorit și au plecat pe rând în Israel (în 1960, 1965 și 1982). Deși a vizitat Israelul de mai multe ori, Iancu a decis să rămână în România. Tatăl său a decedat în 1974.
A fost membru și, pentru o perioadă, președintele Asociației Evreilor Români Victime ale Holocaustului.  
Țucărman a insistat asupra faptului că regimul Antonescu este vinovat de moartea a aproximativ 600-700.000 de români majoritari, în afară de cei 280-380.000 de evrei, astfel încât întregul popor român a avut de suferit.
A fost activ în educația tinerelor generații, participând la întâlniri în cadrul școlar și povestind despre cele întâmplate în timpul Holocaustului.  A avut legături, mai ales, cu elevii școlii Laude Reut din București și personalul școlii, dar a participat și la evenimente similare în toată țara.
De mic cânta la vioară, apoi a făcut parte și dintr-o orchestră a Ministerului Agriculturii. După pensionare a rămas meloman și a organizat diferite evenimente, concursuri, uneori cu premii, pe teme muzicale. A avut un program muzical săptămânal intitulat „Mari Muzicieni” la Radio Shalom, radio comunitar evreiesc din București. De-a lungul anilor a ajutat la descoperirea tinerelor talente și a sponsorizat lecții de muzică pentru aceștia prin contribuții din propria pensie și prin fundații, inclusiv „Asociația Culturală Iancu Țucărman și Maria Popa”.
A avut relații de prietenie cu ambasadorii Israelului, Germaniei, Rusiei și SUA la București.
Iancu Țucărman a decedat în 8 ianuarie 2021 la 98 de ani, în urma infecției cu COVID-19  Înainte de deces era unul din ultimii doi supraviețuitori ai trenurilor morții alături de  Leonard Zăicescu. A fost înmormântat în 11 ianuarie 2021 la Cimitirul evreiesc Giurgiului din București. 

## Decorații
- Ordinul național „Pentru Merit” în grad de Cavaler acordat în 2007 de președintele Traian Băsescu.[15]

- Cetățean de onoare al orașului Iași (2011).[16]

- În 2016, Iancu Țucărman fost decorat cu Ordinul Național „Serviciul Credincios” în grad de Cavaler de președintele Klaus Iohannis.[17][18]

### Articole
- Iancu Tucarman - interviu biografic detaliat - centropastudent.org (EN) Arhivat în 11 ianuarie 2021, la Wayback Machine.
- God Was on Vacation’: A Visit With a Long-Lost Cousin in Romania Is a Holocaust Lesson - articol New York Times

### Video
- Mărturii ale supraviețuitorilor Holocaustului din România: IANCU TUCARMAN, Radio Clasic (video, youtube)
- Muzica, povestea supraviețuirii (interviu cu Cristina Toma, Bucuresti FM 98,3)
- IANCU TUCARMAN, Holocaust survivor (video, youtube)